# Andrew Higginson
Andrew Higginson (Widnes, 13 de diciembre de 1977) es un jugador de snooker inglés.

## Biografía
Nació en la ciudad inglesa de Widnes en 1977. Es jugador profesional de snooker desde 1995, aunque se cayó del circuito profesional en 2022 y no ha conseguido recuperar su plaza. No se ha proclamado campeón de ningún torneo de ranking, aunque sí fue subcampeón del Abierto de Gales de 2007, en cuya final cayó derrotado (8-9) ante Neil Robertson. Sí ha logrado tejer una tacada máxima, que llegó en aquel mismo torneo, en su partido de cuartos de final ante Ali Carter.